# Sam Comer
Sam Comer (13 luglio 1893 – La Jolla, 27 dicembre 1974) è stato uno scenografo statunitense.
Vinse quattro Oscar alla migliore scenografia: nel 1946 per L'avventura viene dal mare, nel 1951 per Sansone e Dalila e Viale del tramonto, nel 1956 per La rosa tatuata.

## Filmografia (parziale)
- Segretario a mezzanotte (Take a Letter, Darling), regia di Mitchell Leisen (1942)
- L'avventura viene dal mare (Frenchman's Creek), regia di Mitchell Leisen (1944)
- Cieli azzurri (Blue Skies), regia di Stuart Heisler, co-regia (non accreditato) Mark Sandrich (1946)
- Monsieur Beaucaire, regia di George Marshall (1946)
- Il valzer dell'imperatore (The Emperor Waltz), regia di Billy Wilder (1948)
- La colpa della signora Hunt (Song of Surrender), regia di Mitchell Leisen (1949)
- Assedio d'amore (Mr. Music), regia di Richard Haydn (1950)
- La ragazza di Las Vegas (The Girl Rush), regia di Robert Pirosh - arredatore  (1955)